# Convénio de Limites (1926)
O Convénio de Limites de 1926 foi um convénio celebrado entre Portugal e Espanha, assinado em 29 de junho de 1926, em Lisboa.
Este convénio tinha por objetivo, que as populações que habitam nos territórios fronteiriços dos dois países, desde a desembocadura do Rio Cuncos à do Guadiana, desfrutem, em toda aquela extensão, os mesmos benefícios de que gozam as dos territórios abrangidos pelo Tratado de 29 de Setembro de 1864, definindo, assim, clara e positivamente tanto a linha da fronteira na parte ainda não demarcada, entre a mencionada confluência do Rio Cuncos e a foz do Guadiana, como os direitos dos povos confinantes.

## Alterações acordadas
De acordo com o Convénio, foram tomadas as seguintes decisões:
- A linha de separação entre Portugal e Espanha que é objeto do presente Convénio partirá da confluência do Rio Cuncos com o Rio Guadiana, entre o distrito de Évora em Portugal e a província de Badajoz em Espanha, dirigindo-se pelo talvegue do mencionado Rio Cuncos até ao primeiro marco da divisão da Contenda de Vila Nova del Fresno;
- A Contenda de Vila Nova del Fresno, compreendida entre os Rios Cuncos e Godelim (ou Guadelim) será dividida em conformidade com a proposta de divisão adoptada pela comissão mista nos trabalhos realizados na primavera de 1924;
- A partir do último marco da divisão da Contenda de Vila Nova del Fresno, seguirá a linha da fronteira pelo talvegue dos ribeiros de Guadelim, Zaos e Maias (estes dois últimos também conhecidos pelo nome de barranco de Zaos e barranco de Maias) até ao primeiro marco da divisão da Contenda de Valencia del Mombuey, situada nas proximidades da Fonte das Maias;
- Desde a Fonte das Maias, que fica no barranco do mesmo nome, junto de um marco antigo e do caminho velho de Valencia de Mombuey a Amareleja, seguirá a linha da fronteira por uma parede construída em 1896, até ao caminho habilitado de Amareleja a Valencia de Mombuey e dali, pelos alinhamentos retos da mesma parede, até encontrar o barranco do Rio dos Termes (ou Termines), por cujo curso continuará até à sua confluência com o Ardila;
- Desde a confluência do ribeiro de Termes (ou Terminos) com o Rio Ardila, seguirá a linha pelo talvegue deste último ribeiro numa extensão de 24 quilómetros até ao ponto em que, na sua margem esquerda, incide com a parede limite da herdade portuguesa de Russiana, continuando depois pela dita parede até encontrar o Arroio de Cadaval, pelo qual segue até à sua confluência com a Ribeira de Múrtiga;
- A partir da dita confluência, seguirá a linha para Este por outra parede, também limite da herdade portuguesa de Russiana, até ao ponto em que esta encontra a Ribeira de Múrtiga, por cujo talvegue continuará numa extensão de 3000 metros, até ao ponto em que, pela margem esquerda, nele tem confluência o barranco de Pedro Miguel;
- A partir da desembocadura do barranco de Pedro Miguel, segue a linha da fronteira pelo curso do referido barranco numa extensão de 400 metros até ao primeiro marco da divisão da Contenda de Moura, continuando depois pelo traçado fixado pelo Convénio de 27 de Março de 1893 e pela Acta de Demarcação de 18 de Julho de 1894;
- Desde o último marco da divisão da Contenda de Moura, ajustada em 1893, será a Ribeira de Safareja a linha divisória entre os dois países, até ao ponto em que na margem esquerda, junto ao charco de Afoga Mulas, nele desagua o barranco de Termes (ou Termines) por cujo curso seguirá até a um ponto definido que segue a divisória até à própria nascente do barranco dos Termos (ou Terminos) e, desde esse ponto, em linha reta até ao vértice geodésico de Cabeço de Pereiro.
- A partir do referido marco seguirá a linha fronteiriça pela divisória natural das águas vertentes do Rio Chança e Ardila, até encontrar o barranco de Raia (também conhecido por Ribeira de Perna Seca), a E.S.E. do posto fiscal de Vale de Grou, continuando pelo referido barranco ou ribeira até à sua confluência com o Chança;
- Desde a confluência do barranco de Raia (ou Ribeira de Perna Seca) com o Rio Chança, seguirá a linha da fronteira pelo talvegue deste rio até à sua confluência com o Guadiana, continuando por este rio até a sua foz.